# Діаграма сигнального сузір'я
Діаграма сигнального сузір'я це спосіб зображення сигналу модульованого за допомогою схеми цифрової модуляції такої як квадратурно-амплітудна модуляція або Фазова маніпуляція. Вона зображає сигнал у вигляді  точкової діаграми на двовимірній площині X-Y в множині комплексних значень як елементи множини символів. В більш абстрактному сенсі, вона представляє можливі символи, які можна вибрати даною схемою модуляції у вигляді точок на комплексній площині. Виміряна діаграма сигнального сузір'я може використовуватись для розпізнавання типу перешкод і спотворень сигналу.

Сигнальне сузір'я для кодування Грея з використанням 8-PSK.

Представляючи символ, що передається, як комплексне число і модулюючий косинусний і синусний опорний сигнал за допомогою дійсної і уявної частин (відповідно), символ можна передати за допомогою двох носіїв на одній частоті. Вони зазвичай називаються квадратурними опорними сигналами. Когерентний детектор може незалежно здійснити демодуляцію цих носіїв. Цей принцип використання двох незалежно модульованих носіїв є основою квадратурної модуляції. В класичній фазовій маніпуляції, фаза модульованого символу є фазою самого носія і це є найкращим представленням модульованого сигналу.
Оскільки символи представлені в вигляді комплексних чисел, їх можна зобразити як точки на комплексній площині. Осі дійсних і уявних чисел часто називаються синфазною, або I-вісь, і квадратурною, або Q-вісь, відповідно. Зображення декількох символів на точковій діаграмі і є побудовою сигнального сузір'я. Точки на цій діаграмі називаються точками сузір'я. Вони представляють набір символів модуляції що складають алфавіт модуляції. 
Також діаграма ідеальних позицій, просторова діаграма сигналу, в схемі модуляції може називатися діаграмою сигнального сузір'я. В такому випадку сузір'ям є не точкова діаграма, а представлення самої схеми. Приклад, наведений тут є 8-PSK, в якій був використаний код Грея для представлення бітів.

## Інтерпретація

Діаграма сигнального сузір'я для прямокутної 16-QAM.

Після прийому сигналу, демодулятор перевіряє прийнятий символ, що може бути пошкоджений в каналі чи приймачем (такими явищами як адитивний білий гаусів шум, спотворення сигналу, фазовий шум або перешкода). Він вибирає, що за його оцінкою насправді передається, точку на діаграмі сигнального сузір'я що є найближчою (в розумінні Евклідової відстані) до отриманого символу. Таким чином демодуляція відбудеться невірно якщо пошкодження сигналу призвело до того, що символ наблизився до іншої точки сузір'я, відмінної від тої що передавалася. 
Це є розпізнавання за допомогою методу максимальної правдоподібності. Діаграма сигнального сузір'я дозволяє здійснити пряму візуалізацію цього процесу — уявіть що отриманий символ це довільна точка на I-Q площині, символ, що передається, буде визначений як будь-яка найближча точка сузір'я до неї.
При аналізі якості отриманого сигналу, деякі типи перешкод дуже легко розпізнати на діаграмі сигнального сузірря. Наприклад:
- Гаусовий шум показує нечіткі точки сузір'я,
- Не когерентне втручання на одній частоті показує кругові точки сузір'я,
- Фазовий шум - точки сузір'я поширюються як при обертанні,
- Ослаблення сигналу призводить до того, що кутові точки рухаються до центру.

Діаграма сигнального сузір'я показує схожий феномен що показується на звичайній осцилограмі для одного виміру. Осцилограма може використовуватись аби побачити тремтіння в часовому просторі при одновимірній модуляції.